# 芒法爾河
47°51′35″N 12°8′10″E / 47.85972°N 12.13611°E

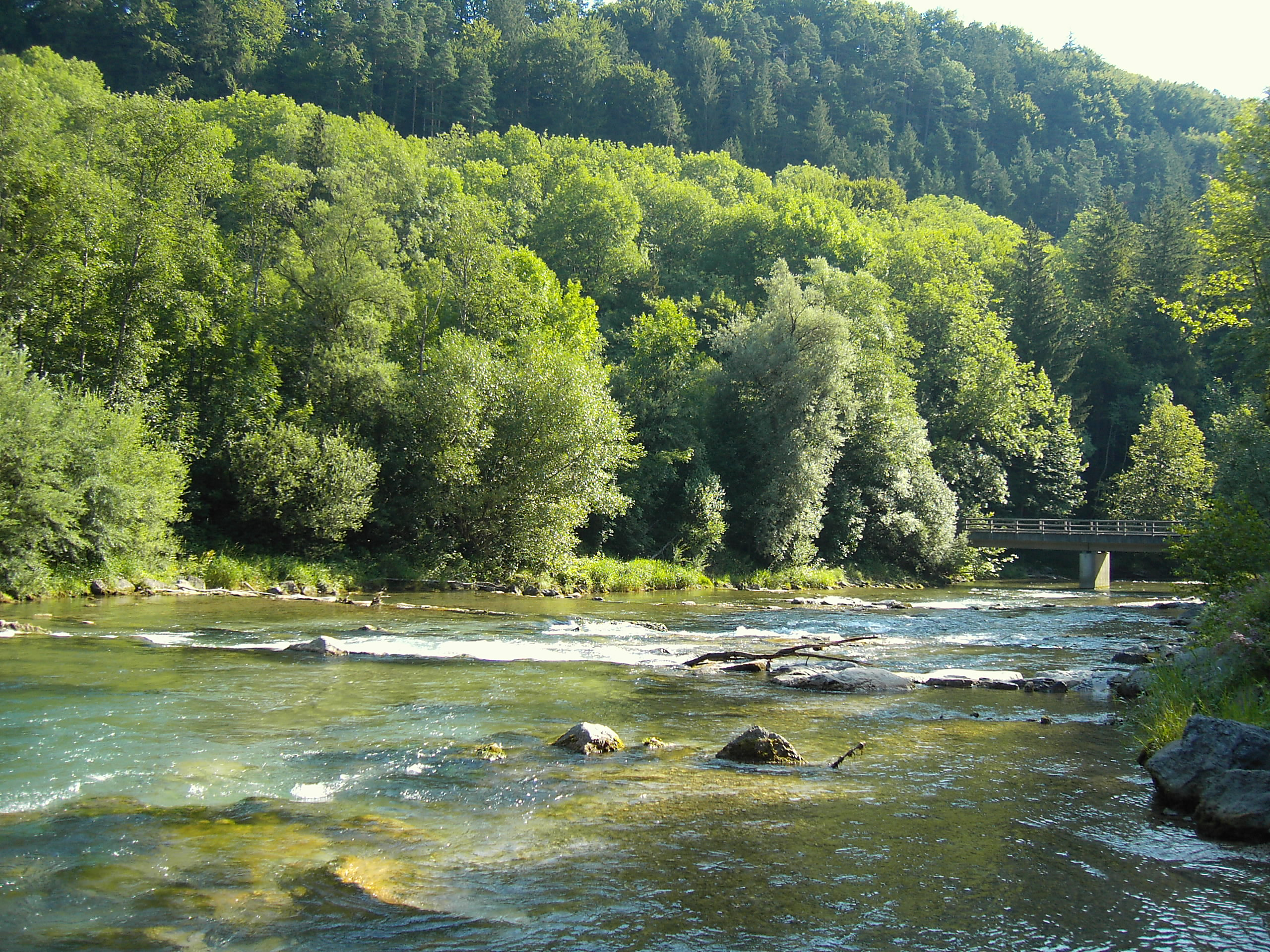

芒法爾河（德語：Mangfall），是德國的河流，位於該國東南部，由巴伐利亞負責管轄，屬於因河的左支流，河道全長58公里，流域面積1,099平方公里，湖水來自泰根湖。